# Принцип дуалности талас-честица
Принцип дуалности је концепт који подразумева да се елементарна честица или квантни ентитети могу делом описати као честице док се делом могу описати као таласи. Што уосталом представља и немогућност класичног концепта „честице” и „таласа”, да опише понашање објеката у квантним размерама. Како је Алберт Ајнштајн писао:
„Чини се да некада морамо користити једну теорију а некада другу,док с времена на време можемо користити било коју. Овде се суочавамо са новом врстом потешкоће. Имамо две контрадикторне слике реалности, одвојено ниједна од њих у потпуности не објашњава феномен светлости, али удружене то могу учинити.”
Данашња наука позивајући се на радове Макса Планка, Ајнштајна,Луј де Броја, Артура Комптона, Нилс Бора и многих других, говори да све честице имају такође и таласну природу. Овај феномен је потврђен не само за елементарне честице, већ и за сложеније честице као што су атоми и молекули. Код макроскопских честица таласна карактеристика се обично не може ни детектовати, што је последица њихове екстремно кратке таласне дужине.
Иако овај принцип је заправо био радни активни принцип у физици, само значење и интерпретација нису разрешени у потпуности.
Нилс Бор се односио према „дуалном парадоксу” као према фундаменталној или метафизичкој чињеници природе. Дати облик квантног објекта ће се некад појавити као талас, некад као честица, карактер у зависноти од физичких околности. Овакву дуалност он је виђао као аспект добро познатог концепта комплементарности.
Вернер Хајзенберг је ово разматрао мало даље. Виђао је дуалност као тренутно стање свих квантних ентитета, али не у уобичајеном квантном механичком смислу као што је то виђао Бор. Разматрао је овај принцип као секундарну квантизацију, одакле се генерише један нови концепт поља које постоји у обичном односу простора и времена. Вредности класичних поља (као што су снаге електричног и магнетног поља успостављене од стране Максвела) се замењују потпуно новом врстом вредности поља, што је разматрано у квантној теорији поља. Посматрајући образложење може се закључити да обична квантна механика може бити изведена као специјална последица квантне теорије поља.

## Кратка историја
Демокрит, древни атомист-говорио је да све ствари у универзуму, укључујући светлост, су састављене од недељивих суб-компоненти (где је светлост одређена форма соларног атома). Почетком једанаестог века, Арапски научник Алхазен је први написао обимну студију на тему оптике.Почетком 1670. године након три деценија напредовања, Исак Њутн је развио и борио се за његову корпускуларну хипотезу,говорећи да савршено права линија рефлектоване светлости демонстрира честичну природу светлости. Тврдио је да једино честице могу да путују по тако правој линији.У исто време, Њутнови савременици, Роберт Хук и Кристијан Хајгенс а касније и Августин-Жан Фреснел,математички су изразили чињеницу да уколико светлост путује различитом брзином у различитим срединама (на пример вода и ваздух), рефракција (преламање) се може лако објаснити као кретање светлосних таласа, где је исто зависно од средине.Резултујући Хајгенс-Ферснелов принцип је био изузетно успешан у репродуковању понашања светлости где је затим био подржан радом Томаса Јанга из 1803. године, који говори о експерименту са двоструким прорезом.
Џејмс Клерк Максвел је открио да може комбиновати четири једноставне једначине,који су већ биле претходно откривене и дефинисане.Када је израчунао брзину ширења ових електромагнетних таласа, брзина светлости је опала.Убрзо је било јасно да су видљива светлост, ултраљубичаста светлост и инфрацрвена свелост (феномен за који се раније мислило да није повезан са овом темом) заправо електромагнетни таласи са различитим фреквенцијама.Теорија таласа је надвладала-или се то само тако чинило.
Пошто је 19. век сведочио о успеху теорије таласа у описивању светлости, такође је постао сведок рађања атомске теорије која је служила у описивању материје. Антоан Лавоазје је извео закон конзервативности масе, такође је извршио и категоризацију нових хемијских елемената и једињења.Џозеф Луј Пруст унапредио је хемију ка атому, тако што је показао да су елементи комбиновани по закону сталних односа маса.Ово је навело Џона Далтона да предложи теорију по којој су елементи невидљиве суб компоненте.Амедео Авогадро је открио диатомичке гасове и комплетирао основну атомску теорију,залажући се да тачне молекуларне формуле за већину познатих једињења, као и да тачна тежина атома, буду изведени и категоризовани на доследан начин. Димитриј Мендељејев је видео ред у понављању хемијских својстава, и креирао је табелу која све елементе представља у високом степену симетрије и у јединственом реду.

## Преокрет 20. века и промена парадигме
Крајем 19. века,редукционизам атомске теорије врши унапређивање схватања атома уопште.Кроз физику се врши детерминисање саме природе атома и операција над хемијским реакцијама.Електрицитет, за који се првенствено мислило да је флуид,сада садржи честице које се називају електрони.Прва демонстрација је била спроведена од стране Џозефа Џон Томсона из 1897. године, користећи катодне цеви,одакле је открио да ће се наелектрисање кретати кроз вакуум (што у класичној теорији значи да се јавља бесконачна отпорност).Како вакуум није омогућавао кретање електричног флуида, једино објашњење је било да честица садржи негативно наелектрисање и помера се кроз вакуум.(Ово касније потпомаже проналаске батерије,електричних мотора, динама итд.).Касније,користећи радове Мајкла Фарадеја и Џејмса Клерка Максвела се открива веома блиска веза између наелектрисања и електромагнетизма.

## Квантизација зрачења
На самом почетку 20. века, наиме 1901. године, Макс Планк објављује анализу у којој говори о свом успеху репродуковања посматраног спектра емитоване светлости са светлећег објекта.Да би ово комплетирао, Макс Планк је морао на пречац направити математички претпоставку квантизоване енергије осцилатора (атоми црног тела)који емитују зрачење.Ајнштајн је касније изјавио да је заправо електромагнетно зрачење квантизовано, а не енергија атома.
Код зрачења црног тела, електромагнетна енергија је заправо последица загревања објекта, и не може бити објашњена само класичним аргументима.По закону одржања кинетичке енергије из класичне механике,која је заправо база свих осталих класичних термодинамичких теорија,говори да енергија објекта равномерно распоређена између различитих режима осциловања објекта.Међутим примена истоветног резоновања електромагнетне емисије таквих термалних објеката није било успешно.Било је већ одавно познато да термални објекат емитује светлост. Како је светлост била позната као електромагнетни талас, физичари су се надали да ће ову емисију описати помоћу класичних закона.Ово је познато још и као проблем црног тела.Како је теорема о расподели кинетичке енергије одрадила одличан посао у описивању режима вибрације термалних објеката,претпостављено је да ће одрадити исти такав посао када је у питању емисија радиоактивног зрачења таквог објекта.